# Boane
Boane é uma vila moçambicana, sede do distrito do mesmo nome (província de Maputo). Encontra-se situada na margem esquerda do rio Umbeluzi. Tinha, em 2017, uma população de 106 629 habitantes.

## Etimologia
O nome da vila e região terá a sua origem num habitante local de nome Mboene, que os portugueses alteraram para Boane.

## História
A povoação foi elevada a vila em 25 de Abril de 1987, e no âmbito da expansão do processo de autarcização do país, o município de Boane foi criado em Maio de 2013.
Boane deve o seu desenvolvimento às suas instalações militares, estando aqui localizado um dos mais importantes quartéis do país.
O novo município passou a ser governado por um Presidente do Conselho Municipal eleito. Já se realizaram três eleições autárquicas no município tendo sido eleitos:
| Tomada de posse | Presidente do Conselho Municipal | Partido |
| --------------- | -------------------------------- | ------- |
| 2014            | Jacinto Loureiro                 | Frelimo |
| 2019            | Jacinto Loureiro                 | Frelimo |
| 2024            | Geraldina Bonifácio              | Frelimo |

## Infraestruturas
A localidade é servida por uma das mais importantes estações ferroviárias do Caminho de Ferro de Goba., oficialmente chamada Linha de Goba pelo CFM.